# Ibrahim Sissoko (football, 1995)
Pour les articles homonymes, voir Sissoko.
Ibrahim Sissoko, né le 27 novembre 1995 à Créteil, est un footballeur international malien, qui évolue au poste d'attaquant au VfL Bochum.

## Biographie

### Carrière en club

#### Montée en puissance jusqu’à la National 1 (2014-2018)
Après avoir fait ses débuts à l'Entente SSG, il signe au SAS Épinal en 2017, où il y découvre la National. C'est ensuite à l'AS Béziers que le buteur se révélera, en étant l'un des acteurs de la montée historique du club en deuxième division. Il attire d'ailleurs l’intérêt d'un autre club de ce championnat, le FC Lorient.

#### Échec au FC Lorient (2018-2019)
Le 20 juin 2018, il signe chez les Merlus, mais est prêté directement à son ancien club, l'AS Béziers pour une saison. Cependant, il peine à s'imposer dans l'Hérault (à l'image de son carton rouge reçu lors d'un match de Coupe de France contre Canet-en-Roussillon) et décide de revenir en Bretagne dès janvier 2019, sans pour autant performer à Lorient, ne marquant aucun but pour quatre matchs joués.

#### Révélation à Niort (2019-2022)
Malgré son passage compliqué dans le Morbihan, Niort se montre intéressé par son profil, souhaitant remplacer leur attaquant vedette Ande Dona Ndoh parti à Nancy. Un transfert est donc conclu pour environ 200 000 euros, avec un contrat de trois ans à la clé.
Dès sa première saison chez les Chamois, il parvient à s'imposer à la pointe de l'attaque, en marquant quinze buts en vingt-cinq matchs (le championnat étant arrêté plus tôt à cause du COVID-19).
Alors qu'il était sur une dynamique positive, il se blesse gravement à l'entrainement, l'éloignant des terrains durant une saison entière.
Le 17 septembre 2021, il est de retour dans le groupe niortais pour une réception contre Guingamp.
Après une nouvelle saison aboutie avec dix buts en vingt-quatre matchs (étant le meilleur buteur des Chamois et participant grandement à leur maintien), il quitte le club, libre de tout contrat.

#### FC Sochaux-Montbéliard (2022-2023)
Le 30 juin 2022, il signe à Sochaux pour quatre ans pour un salaire brut estimé à 80 000 euros en plus d'une prime à la signature de 400 000 euros,. Il réalise une première saison pleine dans le Doubs, disputant trente-cinq rencontres de Ligue 2, dont vingt-six titularisations, inscrivant treize buts et délivrant cinq passes décisives. Lors de l'été 2023, le FCSM se retrouve en grandes difficultés financières, une relégation en National étant prononcée par la DNCG alors que le club doit trouver 22 millions d'euros avant de passer en appel devant le gendarme financier. Plus gros salaire du club, son contrat est résilié le 30 juin,.

#### AS Saint-Étienne (2023-2025)
Il s'engage en faveur de l'AS Saint-Étienne le 6 juillet 2023 afin de pallier le départ de Jean-Philippe Krasso, parti à Belgrade. Il marque son premier but avec les Verts contre Rodez sur pénalty pour le compte de la 2e journée. Il réalise sa première passe décisive lors de la 4e journée contre Annecy, permettant à Dylan Chambost d'ouvrir son compteur.

#### VfL Bochum (depuis 2025-)
Le 30 juin 2025,le club de l'AS Saint-Étienne annonce le départ du joueur vers le club du VfL Bochum en 2.Bundesliga.

### En sélection nationale
Le 2 janvier 2024, il est retenu dans la liste des vingt-sept joueurs maliens sélectionnés par Éric Chelle pour disputer la Coupe d'Afrique des nations 2023.

## Palmarès

### Distinction individuelle
Il est élu joueur du mois de Ligue 2 en octobre 2023.